# 錫穆姆山
69°28′S 67°56′W / 69.467°S 67.933°W
錫穆姆山是南極洲的山峰，位於帕爾默地，處於埃傑爾山以東4.8公里，海拔高度640米，由英國南極名稱諮詢委員會命名，現時由南極條約體系管理。